# Pont Mazas
Le pont Mazas est un pont routier, situé entre les 4e et 12e arrondissements de Paris, en France.

## Situation et accès
Ce pont relie le 4e au 12e arrondissement en franchissant l'écluse qui permet la communication entre la Seine et le port de l'Arsenal. Il fait partie de la voie Mazas (voie Georges-Pompidou), et constitue le dernier pont franchissant les canaux parisiens avant la Seine.
Ce site est desservi par la station de métro Quai de la Rapée.

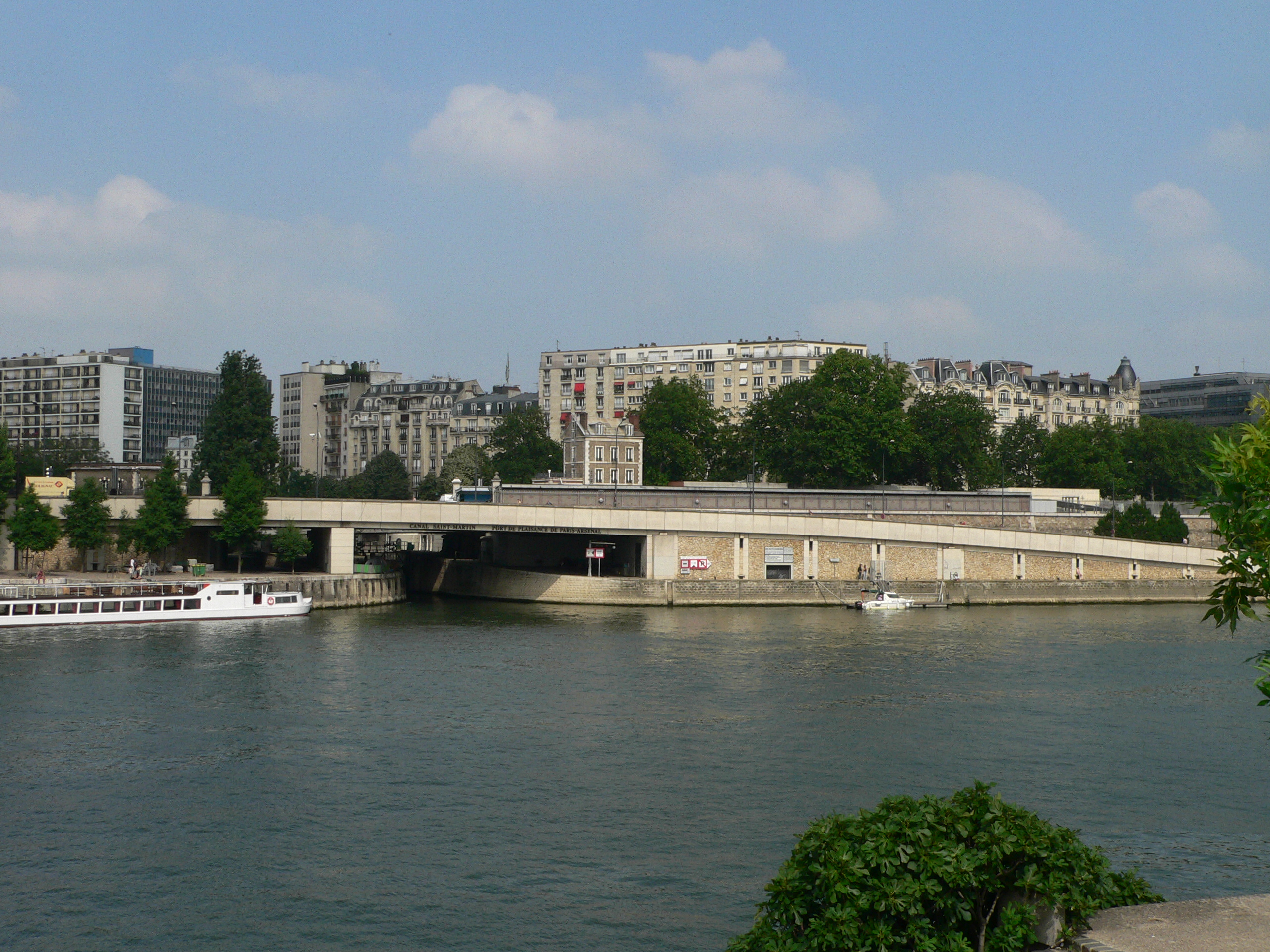
Vue depuis le port Saint-Bernard.
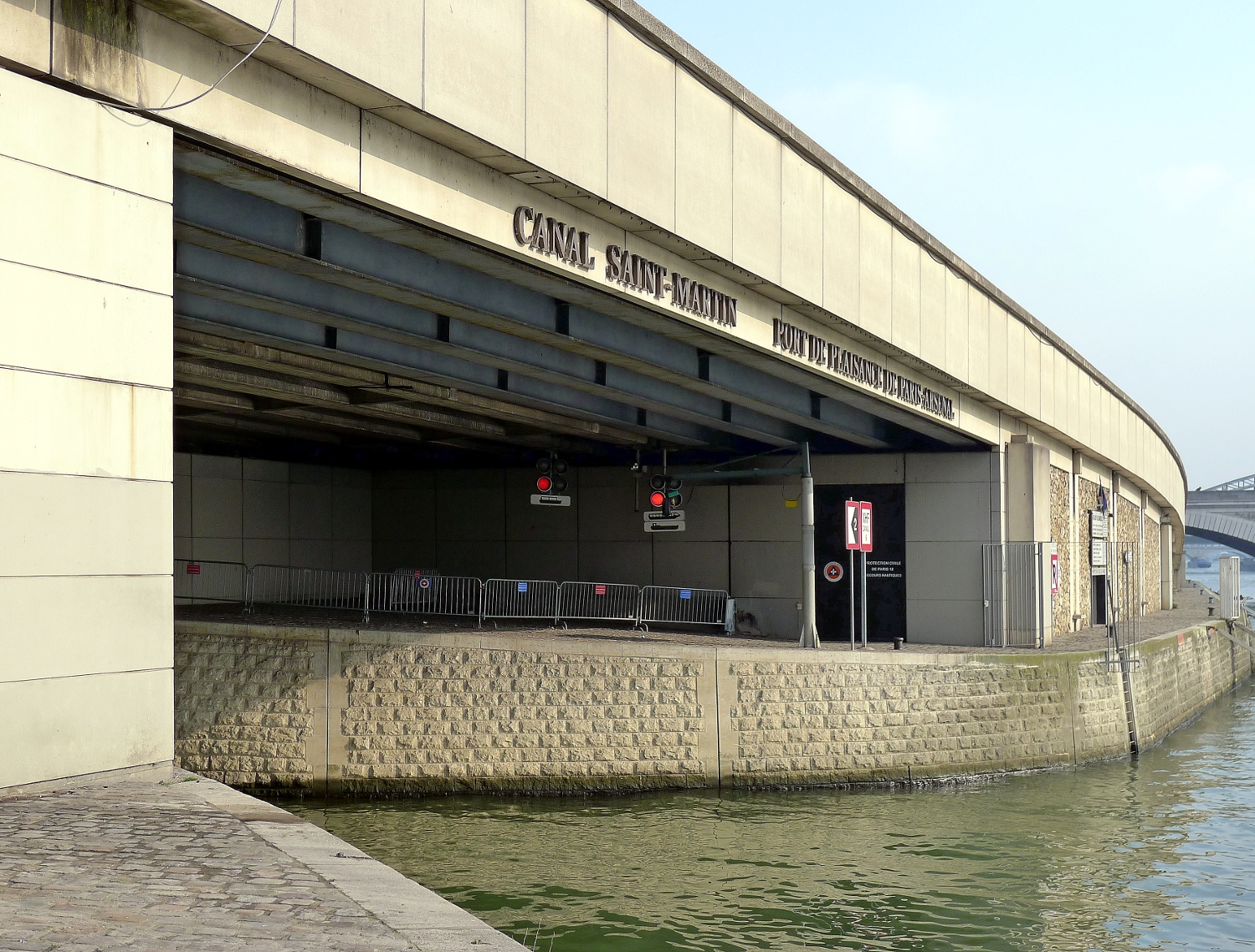
Vue depuis le port Henri-IV.
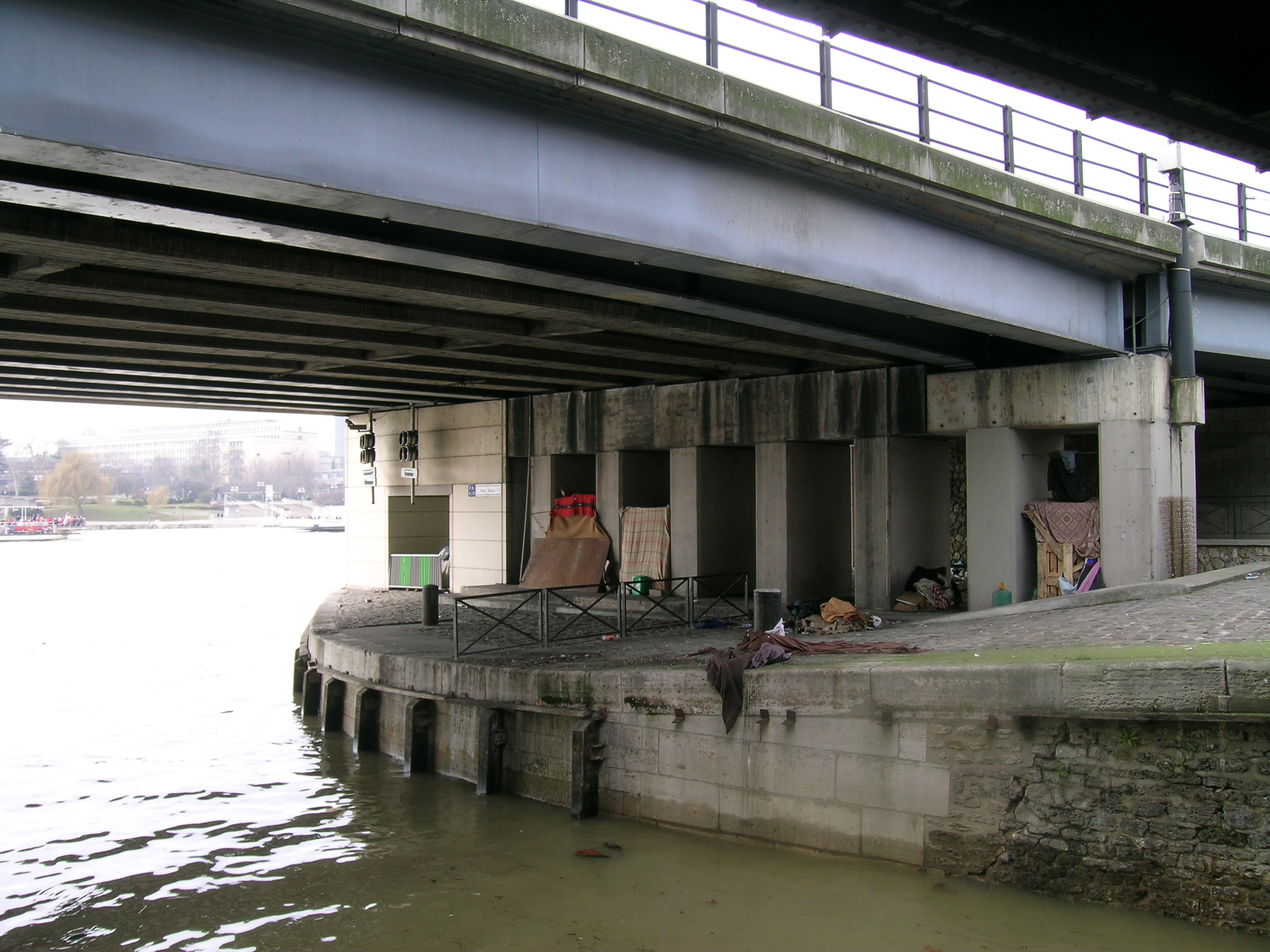
Vue de la substructure du pont.
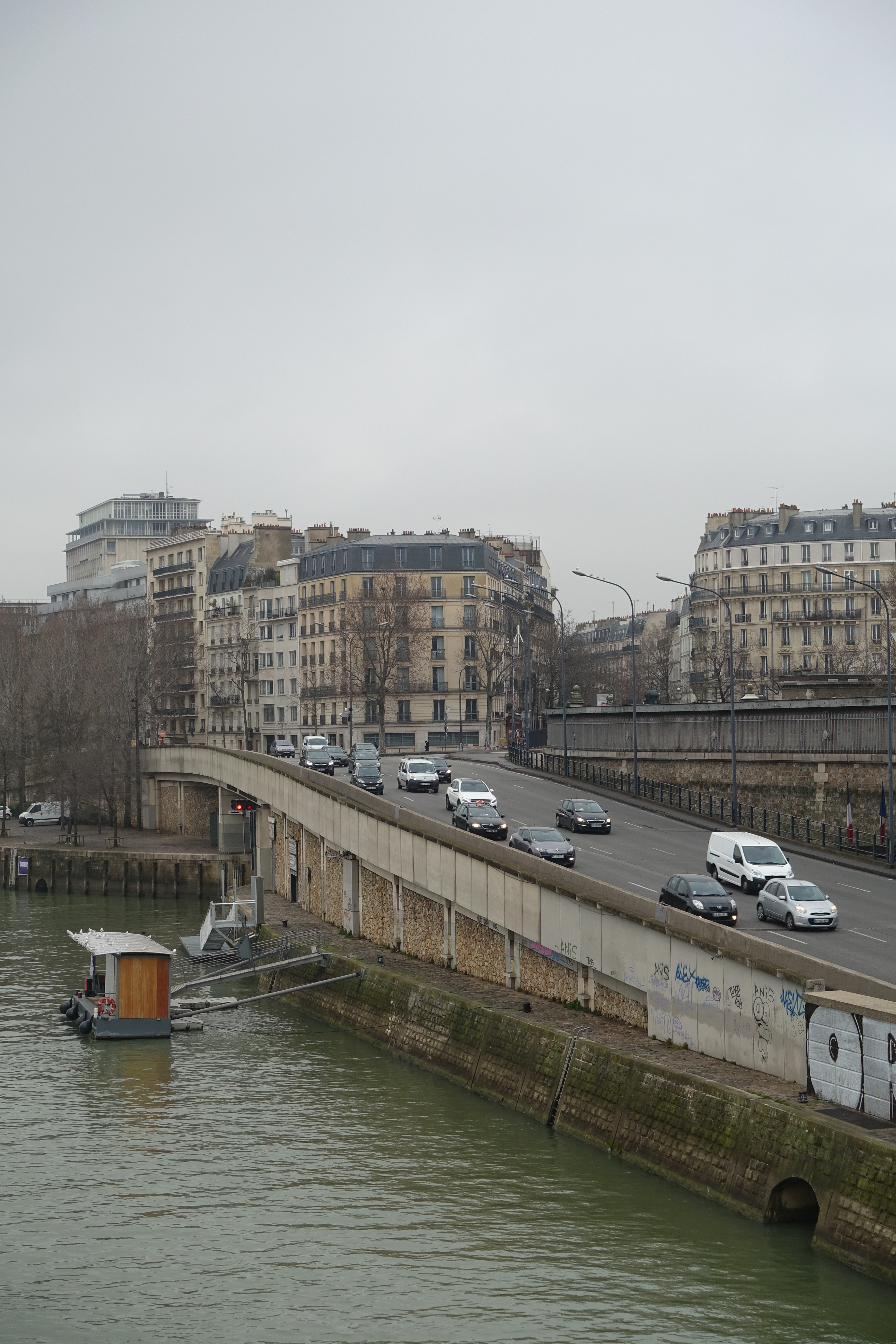
Vue de la circulation générale circulant sur le pont.

## Origine du nom
Son nom est dû au voisinage de la place Mazas. Contrairement à la plupart des autres ponts et passerelles de Paris, cette passerelle ne figure pas dans les nomenclatures officielles.

## Historique
Le pont a été construit en 1958 en même temps que la voie sur berge Mazas, intégrée en 1967 à la voie Georges-Pompidou.